# Distrikt Chupuro
Der Distrikt Chupuro liegt in der Provinz Huancayo in der Region Junín in Zentral-Peru. Der Distrikt wurde am 14. Oktober 1960 gegründet. Er besitzt eine Fläche von 40,4 km². Beim Zensus 2017 wurden 2074 Einwohner gezählt. Im Jahr 1993 lag die Einwohnerzahl bei 2386, im Jahr 2007 bei 2012. Sitz der Distriktverwaltung ist die 3175 m hoch gelegene Ortschaft Chupuro mit 837 Einwohnern (Stand 2017). Chupuro befindet sich 10 km südsüdwestlich der Provinz- und Regionshauptstadt Huancayo.

## Geographische Lage
Der Distrikt Chupuro befindet sich im Andenhochland im Westen der Provinz Huancayo. Der Río Mantaro fließt entlang der östlichen Distriktgrenze nach Süden.
Der Distrikt Chupuro grenzt im Süden an den Distrikt Colca, im Westen und im Norden an den Distrikt Chongos Bajo (Provinz Chupaca) sowie im Osten an die Distrikte Viques, Huacrapuquio und Cullhuas.

## Ortschaften
Im Distrikt gibt es neben dem Hauptort folgende größere Ortschaften:
- Chonta
- Estrellit A (253 Einwohner)
- Pumpunya (436 Einwohner)
- Socos